# Cidade dos Senhores de Coucy

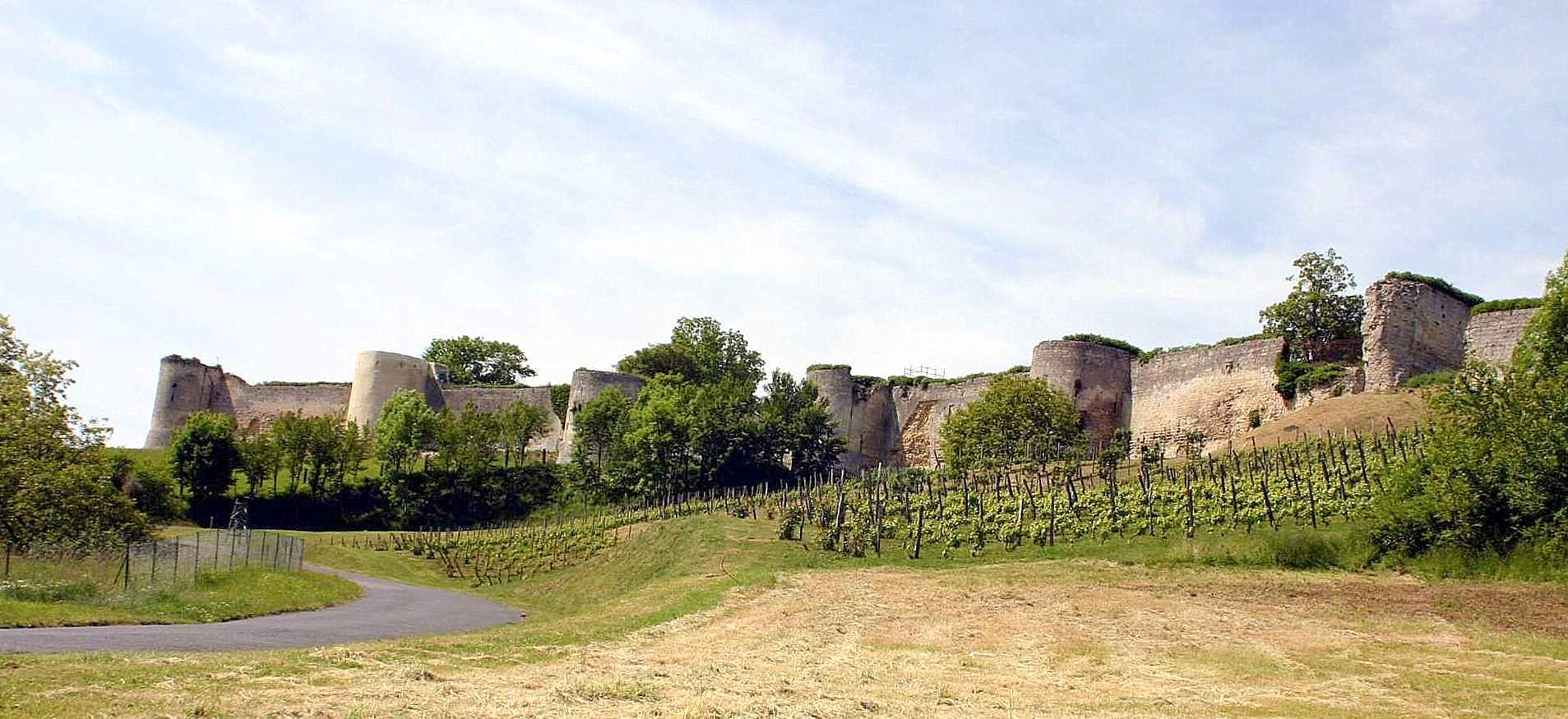
As muralhas da Cidade no Sul.

A Cidade dos Senhores de Coucy (em francês: Cité des Sires de Coucy), ficada no norte de França em Picardia, é a fortaleza formada pelo Castelo de Coucy e pela cidade fortificada de Coucy-le-Château-Auffrique. Em tudo, a Cidade dos Senhores de Coucy conta dois quilômetros de muralhas, trinta e três torres (sem aquelas do castelo) e três portões fortificados.
Todas as construções da Cidade de Coucy sofreram danos graves durante a Primeira Guerra Mundial, quando o Exército Alemão decidiu de fazer explodir o castelo senhorial e a sua torre de mensagem, a mais alta jamais erigida na Idade Média, e também a igreja medieval da cidade e os três portões fortificados.